# Reifling
Reifling is een plaats en voormalige gemeente in de Oostenrijkse deelstaat Stiermarken.
Reifling telt 405 inwoners.

## Geschiedenis
Reifling maakte deel uit van het district Judenburg tot dit op 1 januari fuseerde met het district Knittelfeld tot het huidige district Murtal. Op diezelfde dag werd Reifling opgenomen in de gemeente Judenburg.